# Chiesa di San Biagio (Piedimonte Matese)
La chiesa di San Biagio è una architettura religiosa di origine tardo gotica. Dal 1926 è Monumento Nazionale.

## Storia
L'edificio venne costruito a cavallo tra la fine del 1300 e gli inizi del 1400 per volere della famiglia Iacobucci, poi passò ai Meola ed ai Cenci. Oggi è amministrata dalla Curia Vescovile.

## Descrizione
L'edificio è ad unica navata con due volte ogivali. sono presenti sia sulla volta che sulle pareti laterali e frontali gli affreschi realizzati da un ignoto seguace di Pietro Cavallini di straordinaria fattura. Sfortunatamente in un'epoca imprecisata si intonacarono alcune delle pareti e si attuarono aperture. Ciò nonostante la maggior parte degli affreschi è ancor oggi presente.
Gli affreschi sono disposti senza alcuna successione temporale.
Nelle pareti possono dividersi in due cicli principali: Miracoli di san Biagio e Vita del giovane Gesù.
Nella prima volta sono presenti le storie a partire dall'annunciazione fino alla nascita di Gesù.
Nella seconda volta sono presenti le storie tratte dalla Genesi.

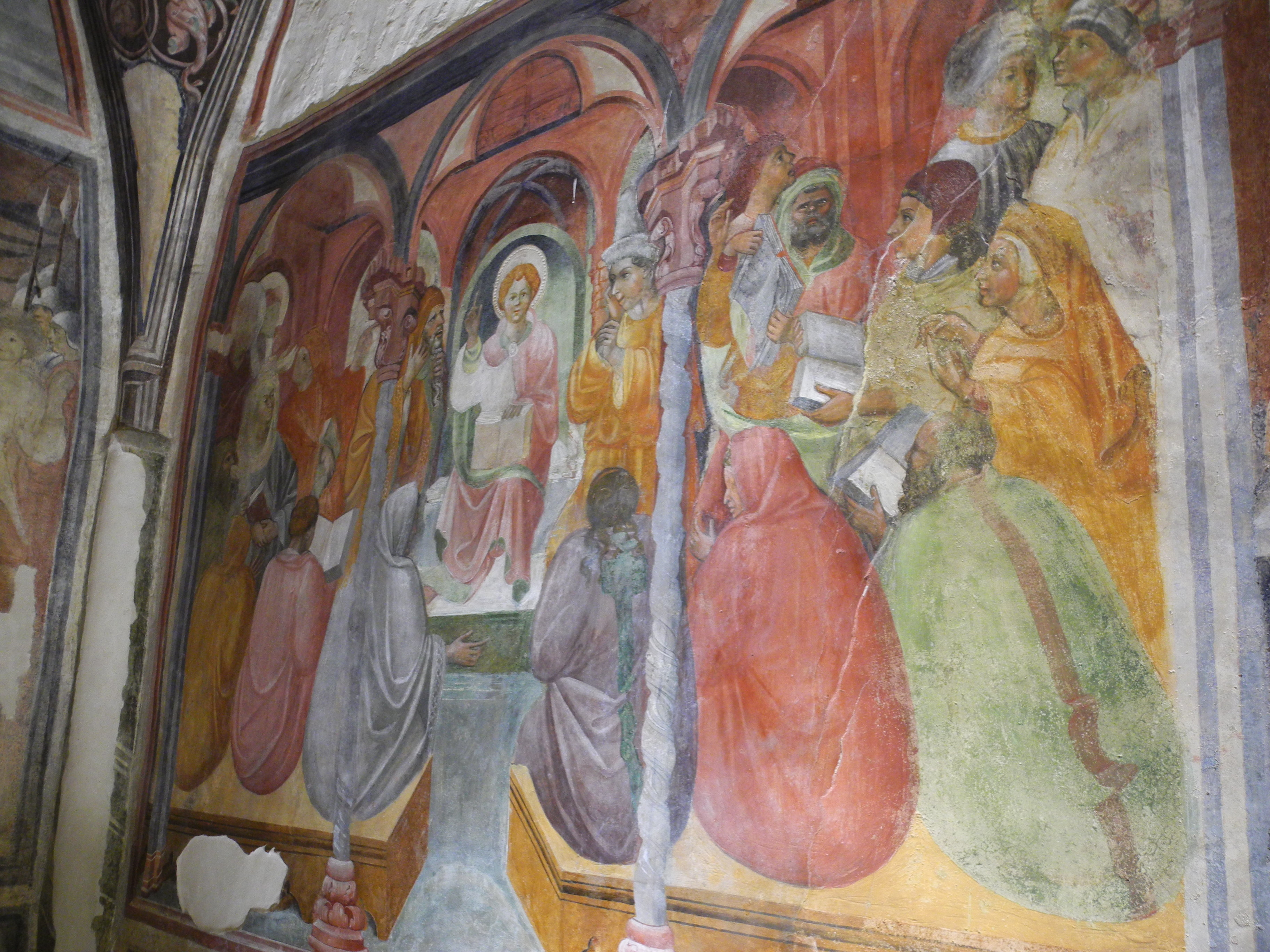
DISPUTA CON I DOTTORI-sec XV